# 関西大学政策創造学部
関西大学政策創造学部（かんさいだいがく せいさくそうぞうがくぶ）は、関西大学に設置されている学部の一つ。

## 概要
関西大学政策創造学部は2007年4月に誕生した関西大学10番目の学部である。
政策創造学部では、社会の複雑な問題、日常にある疑問や課題に対して、その解決に向けた政策のアイデアを出したり、アプローチを行ったりする教育を目指している。その為に、学生はその分野に関係する分野として、国際関係論、政治学、経済学、経営学から法律学、社会学まで幅広く学ぶ。
大学1年、2年では、少人数ゼミが開講され、学生の興味やキャリア志向性に応じて、その分野の基礎能力を身に付けていく。
大学3年からは、専門演習で各教員の専門に即した指導を受けて、その専門分野で学んだ学習の成果を卒業論文にまとめていく。
また、フィールドワークや政策の分析・提言作成、シンポジウムやコンペへの参加といった実践的な活動も用意している。
また、政策創造学部の、学部独自の「国際教育プログラム」では、「即戦力となる英語の習得」をめざしている。そこで、学生たちは、政治、経済に関するテーマについて、英文雑誌や英字新聞を読み、CNNやBBCなどのニュースを聴き、その内容を理解して簡単なレポートにまとめる、というレベルまで学生たちの英語力を高めていく。
また、政策創造学部では、年間を通して、ビブリオ・コンテスト〔書評コンテスト〕、政策提言シンポジウム、アカデミックフェア〔研究成果発表会〕などを用意している。

## 組織
政策創造学部
- 政策学科
- 国際アジア学科